# Leigh Halfpenny
Stephen Leigh Halfpenny (Swansea, 22 dicembre 1988) è un rugbista a 15 britannico, internazionale per il Galles, estremo degli Scarlets in Pro14.

## Biografia
Leigh Halfpenny mosse i suoi primi passi nel rugby nella cittadina di Gorseinon (Swansea), dove crebbe.
Formatosi nelle giovanili degli Ospreys, con essi giocò il campionato Under-18 nel 2005-06.
L'anno successivo fu a Neath ma, benché giovane rugbista di interesse nazionale e nell'orbita del Galles Under-16, faticò a ottenere un contratto per via del fisico giudicato non adatto; meditava il ritiro per dedicarsi agli studi dentistici quando fu convocato con l'Under-19 per i mondiali giovanili di categoria del 2007 e, a seguire, fu ingaggiato dal Cardiff Rugby per il finale di stagione 2007-08, esordendo il 9 maggio 2008 a Belfast contro Ulster.
Debuttò con il Galles maggiore l'8 novembre 2008 a Cardiff contro il Sudafrica con 3 punti, frutto di un calcio piazzato e, nel febbraio successivo, esordì nel Sei Nazioni contro la Scozia a Edimburgo.
Nel 2009 lo scozzese Ian McGeechan convocò Halfpenny nella selezione dei British Lions che avrebbe affrontato il tour in Sudafrica; in tale spedizione scese in campo solo in un incontro infrasettimanale e non disputò alcun test match.
Nel 2011 fu con il Galles alla Coppa del Mondo di rugby 2011 in Nuova Zelanda, impresa conclusasi al quarto posto finale dopo la sconfitta in semifinale contro la Francia e nella finale di consolazione contro l'Australia; ancora nel 2013 fu convocato nei British Lions, in tale occasione dal nuovo C.T. Warren Gatland, per il tour in Australia, del quale Halfpenny fu il miglior marcatore assoluto con 114 punti, di cui 49 nei tre test match disputati contro gli Wallabies.
Nel 2014, alla scadenza del contratto con la federazione gallese e il Cardiff Rugby, Halfpenny firmò un contratto triennale a circa 400 000 sterline (circa 500 000 euro al cambio dell'epoca) a stagione con la squadra francese del Tolone con cui, alla fine della sua prima stagione, vinse il titolo di campione d'Europa di club.
A settembre, durante un test match contro l'Italia in preparazione alla Coppa del Mondo di rugby 2015, Halfpenny si ruppe il legamento crociato anteriore del ginocchio destro e non poté prendere parte alla competizione.
Ad aprile 2017 Warren Gatland lo convocò nei British Lions per il loro tour in Nuova Zelanda, il terzo personale di Halfpenny, in cui disputò quattro incontri, di cui un test match contro gli All Blacks.
Terminato il contratto con il Tolone, che non glielo rinnovò, ad agosto 2017 Halfpenny rese nota la firma con la WRU e la franchise degli Scarlets (avendo scartato la possibilità di tornare al Cardiff Rugby) per un accordo di durata almeno fino alla Coppa del Mondo di rugby 2019 con opzione per un rinnovo con gli stessi Scarlets o una licenza di trasferimento per una franchise del Super Rugby nell'Emisfero Sud.

## Palmarès
- Coppe Anglo-Gallesi: 1
Cardiff Blues: 2008-09
- Champions Cup: 1
Tolone: 2014-15
- Challenge Cup: 1
Cardiff Blues: 2009-10